# Spomenik Seljačkoj buni
Spomenik Seljačkoj buni i Matiji Gupcu je monumentalna kiparska kompozicija autora Antuna Augustinčića i suradnika. Podignuta (1971. – 1973. godine) u spomen parku kod dvorca Oršić u Gornjoj Stubici, u kojem se nalazi i Muzej seljačkih buna. Spomenik u mjestu Samci, općini Gornja Stubica je zaštićeno kulturno dobro.

## Opis dobra
Spomenik Seljačkoj buni i Matiji Gupcu nalazi se u perivoju Dvorca Oršić. Djelo kipara Antuna Augustinčića i suradnika, nastalo je u razdoblju od 1971. do 1973. godine. Sastoji se od dva krilna brončana reljefa na kamenom postolju ispred kojih je, u središnjem žarištu, monumentalna brončana figura Matije Gupca. Na rubnoj strani ističe se brončani kip Petrice Kerempuha. Na bočnim su reljefima dva trokutasta kadra s figurativnim prikazima: lijevo je prikaz bitke kod Stubice, desno prikaz svakodnevnog života u 16. stoljeću. Rađen je tehnikom lijevanja u bronci i klesanja u kamenu (zelenom škriljevcu).
Ova kompozicija izrađena je od bronce i kamena, veličine 40 m x 7,5 m, a ukupna površina reljefa na spomeniku iznosi 180 m2.
Suradnici Antuna Augustinčića bili su kipari: Ivan Sabolić, Vjekoslav Rukljač, Vladimir Herljević, Nikola Bolčević, Velibor Mačukatin, Luka Musulin i Stanko Jančić.

## Zaštita
Pod oznakom Z-4417 zavedena je kao nepokretno kulturno dobro - pojedinačno, pravnog statusa zaštićena kulturnog dobra, klasificirano kao "memorijalna obilježja i mjesta".

## Galerija
| Središnji dio spomenika s likom Matije Gupca | Pogled na Spomenik sa strane | Lik Petrice Kerempuha u podnožju | Muzejski pano o Seljačkoj buni |

## Vanjske poveznice
- Spomenik Seljačkoj buni i Matiji Gupcu, Arhivirana inačica izvorne stranice od 5. kolovoza 2018. (Wayback Machine), autor teksta: Davorin Vujčić, viši kustos Galerije Antuna Augustinčića, Klanjec, 2013., Muzej seljačkih buna